# معادله اشتورم-لیوویل
معادله اشتورم-لیوویل (به انگلیسی: Sturm-Liouville Equation) یک معادله دیفرانسیل معمولی مرتبه دوم است که به صورت زیر بیان می‌شود:
{\displaystyle {\frac {d}{dx}}\left[p(x){\frac {dy}{dx}}\right]+\left[\lambda w(x)-q(x)\right]y=0}
که در آن {\displaystyle \lambda } مقداری ثابت و ‎{\displaystyle w(x)}‎ تابعی معین است که تابع وزن نامیده می‌شود.
این معادله به نام ژاک چارلز فرانسیس اشتورم فیزیکدان سوئدی و ژوزف لیوویل ریاضیدان فرانسوی نامگذاری شده‌است.